# Jacob Pebley
Jacob Pebley (Corvallis, 17 settembre 1993) è un nuotatore statunitense.

## Palmarès
- Mondiali

Budapest 2017: bronzo nei 200m dorso.
- Mondiali in vasca corta

Windsor 2016: argento nei 200m dorso, nella 4x200m sl e nella 4x50m misti.
- Universiade

Kazan 2013: bronzo nei 100 dorso e nei 200m dorso.
Gwangju 2015: oro nei 200m dorso e argento nella 4x100m misti.
- Mondiali giovanili

Lima 2011: oro nei 100m dorso, nei 200m dorso e nella 4x100m misti e argento nei 50m dorso.

## International Swimming League
| Stagione 2019 | Stagione 2020 | Stagione 2021 |
| ------------- | ------------- | ------------- |
| DC Trident    | DC Trident    | DC Trident    |